# Norberto Doroteo Méndez
Norberto Doroteo Méndez, conegut com a Tucho Méndez, (Buenos Aires, 5 de gener de 1923 - Buenos Aires, 22 de juny de 1998) fou un futbolista argentí de la dècada de 1940.

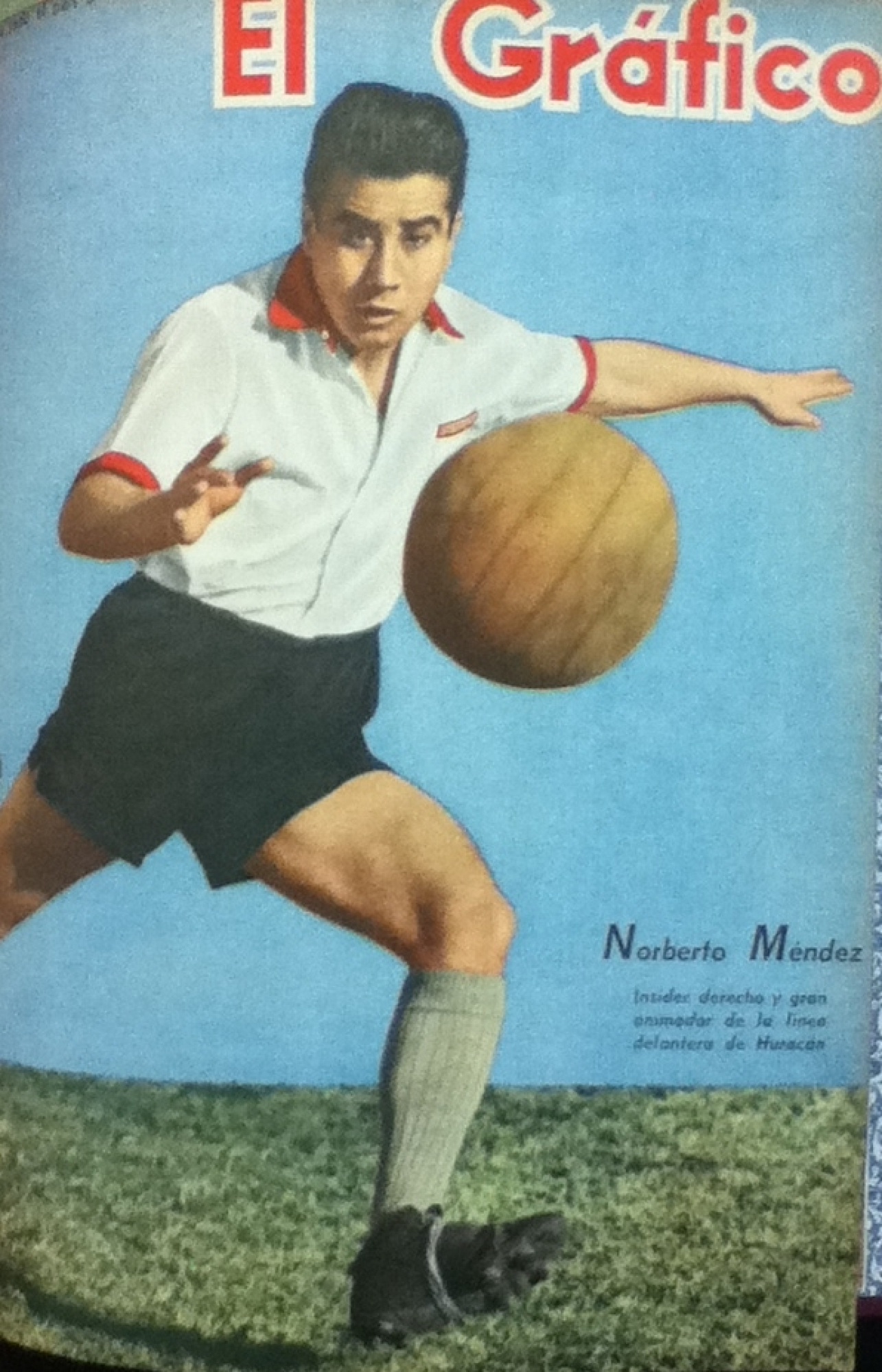
Tucho Méndez a CA Huracán.

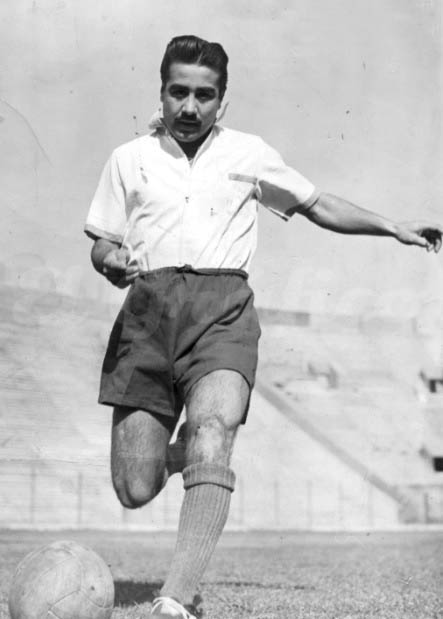
Tucho Méndez a CA Huracán (2).

Fou internacional amb l'Argentina, amb la qual disputà 33 partits i guanyà tres cops la Copa Amèrica.
Pel que fa a clubs, destacà al club CA Huracán i a Racing, guanyant tres lligues argentines.

## Palmarès
CA Huracán
- Copa Adrián C. Escobar (2): 
  - 1942, 1943
- Copa de Competencia Británica (1): 
  - 1944

Racing Club
- Lliga argentina de futbol (3): 
  - 1949, 1950, 1951

Argentina
- Copa Amèrica de futbol (3):
  - 1945, 1946, 1947
- Copa Lipton (1): 
  - 1945
- Copa Newton (1): 
  - 1945